# Firestone 600 2014
Das Firestone 600 2014 fand am 7. Juni auf dem Texas Motor Speedway in Fort Worth, Texas, Vereinigte Staaten statt und war das achte Rennen der IndyCar Series 2014.

## Berichte

### Hintergrund
Nach dem Chevrolet Indy Dual in Detroit führte Will Power in der Fahrerwertung mit 19 Punkten auf Hélio Castroneves und mit 27 Punkten auf Ryan Hunter-Reay.
Das Firestone 600 fand am Samstagabend unter Flutlicht statt.
Den Fahrern wurde ein zusätzliches Aerodynamik-Paket für dieses Rennen zur Verfügung gestellt, dass etwa 300 Pfund mehr Abtrieb generieren und den Reifenverschleiß reduzieren soll. Diese Konfiguration wurde im Frühjahr 2014 getestet.
Es wurden dieselben Reifenmischungen wie im Vorjahr auf dieser Strecke und in Fontana gewählt.
Bei Ed Carpenter Racing gab es einen geplanten Fahrerwechsel. Ed Carpenter, der alle Ovalrennen bestritt, löste Mike Conway, der nur die Straßenkursrennen fuhr, ab.
Mit Castroneves (dreimal), Tony Kanaan, Scott Dixon, Ryan Briscoe, Power und Justin Wilson (jeweils einmal) traten sechs ehemalige Sieger zu diesem Rennen an.

### Training
Es fand nur ein Training vor dem Qualifying statt. In diesem gab es eine dreifache Führung für Ganassi. Kanaan wurde Erster vor Dixon und Briscoe. Das Training wurde dreimal für Streckeninspektionen unterbrochen, Unfälle gab es nicht.

### Qualifying
Das Qualifying wurde im Einzelzeitfahren ausgetragen. Die Startreihenfolge für das Einzelzeitfahren wurde ausgelost. Jeder Pilot fuhr zwei schnelle Runden am Stück. Die dabei erzielte Durchschnittsgeschwindigkeit entschied über die Reihenfolge der Startaufstellung.
Power war am schnellsten und erzielte die Pole-Position vor Josef Newgarden und Kanaan. Newgarden war der einzige Fahrer, dessen zweite Runde schneller als die erste war. Wegen wärmerer Bedingungen litten viele Fahrer in ihrer zweiten Runde unter einem untersteuernden Fahrzeug. Mit seiner 34. Pole-Position zog Power in der ewigen Bestenliste mit Dario Franchitti auf Platz sechs gleich.

### Abschlusstraining
Das Abschlusstraining fand nach dem Qualifying am Freitagabend unter Flutlicht statt. Wie im Training lagen drei Ganassi auf den ersten drei Position. Dixon führte diesmal vor Kanaan und Briscoe. Die 30-minütige Sitzung wurde einmal unterbrochen, um die Strecke zu inspizieren. Damit gab es in allen Freitagssitzungen keinen Unfall. Sébastien Bourdais beendete das Training acht Minuten vor Ende auf Grund eines Problems. Castroneves wurde für die letzten vier Minuten gesperrt, da er eine angeforderte Gewichtsfeststellung ausließ.

### Rennen
Power behielt die Führung beim Start. In der vierten Runde schied Marco Andretti mit einem Motorschaden aus und verursachte damit eine Gelbphase.
Anschließend gab es über 100 Runden ohne Zwischenfall und Unterbrechung. Die Fahrer wählten dabei unterschiedliche Strategien. Power gab die Führung boxenstoppbedingt kurzzeitig zweimal an Juan Pablo Montoya ab, bevor Carpenter, der kürzere Stints fuhr, in der 103. Runde in Führung ging. In der 119. Runde löste eine Kollision zwischen Wilson und Bourdais in der vierten Kurve eine Gelbphase aus. Wilson wollte auf der Innenbahn an Bourdais vorbeifahren, dieser drückte seinen Kontrahenten aber auf den Apron, sodass schließlich beide kollidierten. Bourdais wurde nach dem Rennen mit einer Geldstrafe in Höhe von 10.000 US-Dollar belegt und erhielt eine Bewährungsstrafe bis zum Saisonende. Durch die Gelbphase glichen sich die Strategien der Fahrer wieder an.
Bei den Boxenstopps in der Gelbphase ging Power wieder in Führung und er behielt diese auch beim Restart. Drei Runden nach der erneuten Rennfreigabe gab Hunter-Reay mit einem technischen Defekt auf. Power führte bis zu seinem Boxenstopp weitere Runden. Boxenstoppbedingt gingen dann kurzzeitig Carpenter und Montoya in Führung. Drei Runden nach den Boxenstopps ging Carpenter an Power, der Schwierigkeiten beim Überrunden hatte, vorbei in Führung und behielt diese boxenstoppbereinigt bis zum Rennende.
Power war bei seinem ursprünglich geplanten letzten Boxenstopp zu schnell in der Boxengasse und erhielt eine Durchfahrtsstrafe. Dadurch fiel er von Platz zwei ans Ende der Führungsrunde auf den sechsten Platz zurück. Carpenter baute indes seinen Vorsprung an der Spitze weiter auf und lag schließlich in der 241. Runde etwa 16 Sekunden vor Montoya. Takuma Satō erlitt in dieser Runde einen Motorschaden, sein Fahrzeug fing Feuer und blieb auf der Strecke stehen, sodass es wieder eine Gelbphase gab. Aus der Führungsrunde gingen Power und Simon Pagenaud zu einem Reifenwechsel an die Box. Es gab schließlich noch drei Runden unter grün. Power überholte in diesen Runden bis auf Carpenter alle Fahrer und fuhr auf Platz zwei vor. Beim Restart ließen sich Briscoe, Charlie Kimball, Newgarden und Sebastián Saavedra nicht wie gefordert zurückfallen und erhielten daher eine Durchfahrtsstrafe, die in eine 30-Sekunden-Zeitstrafe umgewandelt wurde. In den letzten 15 Runden eines Rennens müssen überrundete Fahrer vor einem Restart alle Fahrer aus der Führungsrunde vorbeilassen.
Carpenter gewann schließlich mit einer halben Sekunde Vorsprung auf Power und Montoya, der sein erstes Podium nach seinem IndyCar-Comeback erzielte. Pagenaud wurde Vierter vor Dixon und Kanaan. Die Top 10 komplettierten Mikhail Aleshin, Castroneves, Briscoe und Kimball, die jeweils eine Sekunde Rückstand hatten. Damit lagen in die Top 10 alle Fahrzeuge von Ganassi, Penske, Schmidt Peterson und Carpenter. Power war nach diesem Rennen der einzige Fahrer, der alle Rennrunden der Saison absolviert hatte. Zudem war er der einzige Fahrer, der jedes bisherige Rennen in den Top 10 beendet hat.
In der Meisterschaft blieben die ersten drei Positionen unverändert, wobei Power seinen Vorsprung ausbaute.

## Meldeliste
Alle Teams und Fahrer verwendeten das Chassis Dallara DW12 mit einem Aero-Kit von Dallara und Reifen von Firestone.
| Team                                  | Nr. | Fahrer             | Motor     |
| ------------------------------------- | --- | ------------------ | --------- |
| Penske Motorsports                    | 02  | Juan Pablo Montoya | Chevrolet |
| Team Penske                           | 03  | Hélio Castroneves  | Chevrolet |
| Team Penske                           | 12  | Will Power         | Chevrolet |
| Schmidt Peterson Motorsports          | 07  | Mikhail Aleshin    | Honda     |
| NTT Data Chip Ganassi Racing          | 08  | Ryan Briscoe       | Chevrolet |
| Target Chip Ganassi Racing            | 09  | Scott Dixon        | Chevrolet |
| Target Chip Ganassi Racing            | 10  | Tony Kanaan        | Chevrolet |
| KVSH Racing                           | 11  | Sébastien Bourdais | Chevrolet |
| A. J. Foyt Enterprises                | 14  | Takuma Satō        | Honda     |
| Rahal Letterman Lanigan Racing        | 15  | Graham Rahal       | Honda     |
| KV AFS Racing                         | 17  | Sebastian Saavedra | Chevrolet |
| Dale Coyne Racing                     | 18  | Carlos Huertas     | Honda     |
| Dale Coyne Racing                     | 19  | Justin Wilson      | Honda     |
| Ed Carpenter Racing                   | 20  | Ed Carpenter       | Chevrolet |
| Andretti Autosport                    | 25  | Marco Andretti     | Honda     |
| Andretti Autosport                    | 27  | James Hinchcliffe  | Honda     |
| Andretti Autosport                    | 28  | Ryan Hunter-Reay   | Honda     |
| Andretti – HVM                        | 34  | Carlos Muñoz       | Honda     |
| Sarah Fisher Hartman Racing           | 67  | Josef Newgarden    | Honda     |
| Schmidt Peterson Hamilton Motorsports | 77  | Simon Pagenaud     | Honda     |
| Chip Ganassi Racing Teams             | 83  | Charlie Kimball    | Chevrolet |
| BHA/BBM with Curb Agajanian           | 98  | Jack Hawksworth    | Honda     |

## Klassifikationen

### Qualifying
| Pos. | Fahrer             | Team                                  | Fahrzeug          | Zeit      | Ø-Geschwindigkeit in mph | Start |
| ---- | ------------------ | ------------------------------------- | ----------------- | --------- | ------------------------ | ----- |
| 01   | Will Power         | Team Penske                           | Dallara-Chevrolet | 0:47,8584 | 218,896                  | 01    |
| 02   | Josef Newgarden    | Sarah Fisher Hartman Racing           | Dallara-Honda     | 0:48,0915 | 217,835                  | 02    |
| 03   | Tony Kanaan        | Target Chip Ganassi Racing            | Dallara-Chevrolet | 0:48,0935 | 217,826                  | 03    |
| 04   | Juan Pablo Montoya | Penske Motorsports                    | Dallara-Chevrolet | 0:48,1159 | 217,724                  | 04    |
| 05   | Ed Carpenter       | Ed Carpenter Racing                   | Dallara-Chevrolet | 0:48,1264 | 217,677                  | 05    |
| 06   | Simon Pagenaud     | Schmidt Peterson Hamilton Motorsports | Dallara-Honda     | 0:48,2272 | 217,222                  | 06    |
| 07   | Scott Dixon        | Target Chip Ganassi Racing            | Dallara-Chevrolet | 0:48,2480 | 217,128                  | 07    |
| 08   | Justin Wilson      | Dale Coyne Racing                     | Dallara-Honda     | 0:48,2749 | 217,007                  | 08    |
| 09   | James Hinchcliffe  | Andretti Autosport                    | Dallara-Honda     | 0:48,2838 | 216,967                  | 09    |
| 10   | Carlos Muñoz       | Andretti – HVM                        | Dallara-Honda     | 0:48,2853 | 216,960                  | 10    |
| 11   | Mikhail Aleshin    | Schmidt Peterson Motorsports          | Dallara-Honda     | 0:48,3031 | 216,880                  | 11    |
| 12   | Ryan Hunter-Reay   | Andretti Autosport                    | Dallara-Honda     | 0:48,3159 | 216,823                  | 12    |
| 13   | Ryan Briscoe       | NTT Data Chip Ganassi Racing          | Dallara-Chevrolet | 0:48,3506 | 216,667                  | 13    |
| 14   | Hélio Castroneves  | Team Penske                           | Dallara-Chevrolet | 0:48,3676 | 216,591                  | 14    |
| 15   | Charlie Kimball    | Chip Ganassi Racing Teams             | Dallara-Honda     | 0:48,4661 | 216,151                  | 15    |
| 16   | Takuma Satō        | A. J. Foyt Enterprises                | Dallara-Honda     | 0:48,4857 | 216,064                  | 16    |
| 17   | Marco Andretti     | Andretti Autosport                    | Dallara-Honda     | 0:48,5681 | 215,697                  | 17    |
| 18   | Sébastien Bourdais | KVSH Racing                           | Dallara-Chevrolet | 0:48,8604 | 214,407                  | 18    |
| 19   | Sebastian Saavedra | KV AFS Racing                         | Dallara-Chevrolet | 0:48,9177 | 214,156                  | 19    |
| 20   | Jack Hawksworth    | BHA/BBM with Curb Agajanian           | Dallara-Honda     | 0:48,9202 | 214,145                  | 20    |
| 21   | Graham Rahal       | Rahal Letterman Lanigan Racing        | Dallara-Honda     | 0:49,1157 | 213,292                  | 21    |
| 22   | Carlos Huertas     | Dale Coyne Racing                     | Dallara-Honda     | 0:49,3706 | 212,191                  | 22    |

Quellen: 

### Rennen
| Pos. | Fahrer             | Team                                  | Fahrzeug          | Runden | Zeit         | Start | Führungsrunden |
| ---- | ------------------ | ------------------------------------- | ----------------- | ------ | ------------ | ----- | -------------- |
| 01   | Ed Carpenter       | Ed Carpenter Racing                   | Dallara-Chevrolet | 248    | 2:01:25,5787 | 05    | 090            |
| 02   | Will Power         | Team Penske                           | Dallara-Chevrolet | 248    | + 0,5247     | 01    | 145            |
| 03   | Juan Pablo Montoya | Penske Motorsports                    | Dallara-Chevrolet | 248    | + 0,5771     | 04    | 013            |
| 04   | Simon Pagenaud     | Schmidt Peterson Hamilton Motorsports | Dallara-Honda     | 248    | + 1,1514     | 06    | 000            |
| 05   | Scott Dixon        | Target Chip Ganassi Racing            | Dallara-Chevrolet | 248    | + 2,1510     | 07    | 000            |
| 06   | Tony Kanaan        | Target Chip Ganassi Racing            | Dallara-Chevrolet | 248    | + 2,4464     | 03    | 000            |
| 07   | Mikhail Aleshin    | Schmidt Peterson Motorsports          | Dallara-Honda     | 247    | + 1 Runde    | 11    | 000            |
| 08   | Hélio Castroneves  | Team Penske                           | Dallara-Chevrolet | 247    | + 1 Runde    | 14    | 000            |
| 09   | Ryan Briscoe       | NTT Data Chip Ganassi Racing          | Dallara-Chevrolet | 247    | + 1 Runde    | 13    | 000            |
| 10   | Charlie Kimball    | Chip Ganassi Racing Teams             | Dallara-Honda     | 247    | + 1 Runde    | 15    | 000            |
| 11   | Josef Newgarden    | Sarah Fisher Hartman Racing           | Dallara-Honda     | 247    | + 1 Runde    | 02    | 000            |
| 12   | Graham Rahal       | Rahal Letterman Lanigan Racing        | Dallara-Honda     | 246    | + 2 Runden   | 21    | 000            |
| 13   | Carlos Muñoz       | Andretti – HVM                        | Dallara-Honda     | 245    | + 3 Runden   | 10    | 000            |
| 14   | James Hinchcliffe  | Andretti Autosport                    | Dallara-Honda     | 244    | + 4 Runden   | 09    | 000            |
| 15   | Jack Hawksworth    | BHA/BBM with Curb Agajanian           | Dallara-Honda     | 244    | + 4 Runden   | 20    | 000            |
| 16   | Carlos Huertas     | Dale Coyne Racing                     | Dallara-Honda     | 244    | + 4 Runden   | 22    | 000            |
| 17   | Sebastian Saavedra | KV AFS Racing                         | Dallara-Chevrolet | 244    | + 4 Runden   | 19    | 000            |
| 18   | Takuma Satō        | A. J. Foyt Enterprises                | Dallara-Honda     | 238    | DNF          | 16    | 000            |
| 19   | Ryan Hunter-Reay   | Andretti Autosport                    | Dallara-Honda     | 136    | DNF          | 12    | 000            |
| 20   | Sébastien Bourdais | KVSH Racing                           | Dallara-Chevrolet | 118    | DNF          | 18    | 000            |
| 21   | Justin Wilson      | Dale Coyne Racing                     | Dallara-Honda     | 118    | DNF          | 08    | 000            |
| 22   | Marco Andretti     | Andretti Autosport                    | Dallara-Honda     | 003    | DNF          | 17    | 000            |

Quellen: 

#### Führungsabschnitte
| Abschnitt | Runden  | Fahrer             |
| --------- | ------- | ------------------ |
| 01        | 1–56    | Will Power         |
| 02        | 57–60   | Juan Pablo Montoya |
| 03        | 61–99   | Will Power         |
| 04        | 100–102 | Juan Pablo Montoya |

| Abschnitt | Runden  | Fahrer             |
| --------- | ------- | ------------------ |
| 05        | 103–125 | Ed Carpenter       |
| 06        | 126–170 | Will Power         |
| 07        | 171     | Ed Carpenter       |
| 08        | 172–177 | Juan Pablo Montoya |

| Abschnitt | Runden  | Fahrer       |
| --------- | ------- | ------------ |
| 09        | 178–181 | Will Power   |
| 10        | 182–212 | Ed Carpenter |
| 11        | 213     | Will Power   |
| 12        | 214–248 | Ed Carpenter |

Quellen: 

#### Gelbphasen
| Nr. | Dauer   | Runden | Grund für Gelbphase                                                  |
| --- | ------- | ------ | -------------------------------------------------------------------- |
| 1   | 5–10    | 6      | Stillstand: Marco Andretti (#25) in Kurve 4                          |
| 2   | 121–133 | 13     | Kontakt: Sébastien Bourdais (#11) und Justin Wilson (#19) in Kurve 4 |
| 3   | 242–245 | 4      | Stillstand: Takuma Satō (#14) in Kurve 1                             |

Quellen: 

## Punktestände nach dem Rennen

### Fahrerwertung
Die Punktevergabe wird hier erläutert.
| Pos. | Fahrer             | Punkte |
| ---- | ------------------ | ------ |
| 01.  | Will Power         | 370    |
| 02.  | Hélio Castroneves  | 331    |
| 03.  | Ryan Hunter-Reay   | 310    |
| 04.  | Simon Pagenaud     | 279    |
| 05.  | Marco Andretti     | 235    |
| 06.  | Carlos Muñoz       | 227    |
| 07.  | Juan Pablo Montoya | 223    |
| 08.  | Scott Dixon        | 214    |
| 09.  | Tony Kanaan        | 189    |
| 10.  | Justin Wilson      | 182    |
| 11.  | James Hinchcliffe  | 181    |
| 12.  | Sébastien Bourdais | 180    |

| Pos. | Fahrer             | Punkte |
| ---- | ------------------ | ------ |
| 13.  | Ryan Briscoe       | 179    |
| 14.  | Charlie Kimball    | 169    |
| 15.  | Mikhail Aleshin    | 163    |
| 16.  | Jack Hawksworth    | 156    |
| 17.  | Takuma Satō        | 151    |
| 18.  | Josef Newgarden    | 151    |
| 19.  | Graham Rahal       | 147    |
| 20.  | Carlos Huertas     | 146    |
| 21.  | Sebastian Saavedra | 138    |
| 22.  | Mike Conway        | 122    |
| 23.  | Ed Carpenter       | 104    |
| 24.  | Oriol Servià       | 88     |

| Pos. | Fahrer             | Punkte |
| ---- | ------------------ | ------ |
| 25.  | Kurt Busch         | 80     |
| 26.  | J. R. Hildebrand   | 66     |
| 27.  | Sage Karam         | 57     |
| 28.  | James Davison      | 34     |
| 29.  | Jacques Villeneuve | 29     |
| 30.  | Alex Tagliani      | 28     |
| 31.  | Townsend Bell      | 22     |
| 32.  | Pippa Mann         | 21     |
| 33.  | Martin Plowman     | 18     |
| 34.  | Buddy Lazier       | 11     |
| 35.  | Franck Montagny    | 8      |